# 约翰尼·海伊
约翰尼·哈罗德·海伊（英語：Johnny Harold High，1957年4月25日—1987年6月13日），美国NBA联盟前职业篮球运动员。他在1979年的NBA选秀中第2轮第24顺位被菲尼克斯太阳选中。